# Mülligen
Mülligen est une commune suisse du canton d'Argovie, située dans le district de Brugg.

Photo aérienne (1964).